# 月曜日に乾杯!
『月曜日に乾杯!』（Lundi Matin）は2002年のフランス映画。オタール・イオセリアーニ監督。

## 受賞
- 第52回ベルリン国際映画祭　銀熊賞（監督賞）, 国際批評家連盟賞

## キャスト(登場人物)
- ヴァンサン：ジャック・ビドウ
- ヴァンサンの妻：アンヌ・クラヴズ＝タルナヴスキ
- ヴァンサンの母：ナルダ・ブランシェ
- ヴァンサンの父 ：ラズラフ・キンスキー
- ヴァンサンの子ニコラ ： ダト・タリエラシュヴィリ
- ヴァンサンの子ガストン：アドリアン・パショー
- カルロ ：アリーゴ・モッツォ
- マルテイーノ：オタール・イオセリアーニ
- 司祭：ジェレミー・ロシニュー
- 郵便配達：ヤニック・カルパンティエ
- トイレ番：マニュ・ド・ショヴィニ